# 마키노후라이스 제작소
주식회사마키노후라이스제작소(일본어: 株式会社牧野フライス製作所, 영어: Makino Milling Machine Co., Ltd.)는 일본의 밀링머신 기업이다.
1937년 마키노 쓰네조가 ‘마키노상점제작부’라는 이름으로 설립하였으며 이 기업은 1958년 당시 일본 최초의 수치 제어(NC) 밀링 머신을 개발하고 1966년 일본 최초의 머시닝 센터를 개발했다. 1942년 ‘마키노후라이스제작소’로 상호 개칭하였다.

## 일본 외 지역
마키노의 북아메리카 분점은 1981년 신시내티의 R. K. LeBlond Machine Tool Company와 일본의 마키노 밀링 머신 컴퍼니의 합병을 통해 설립되었다.
대한민국에서의 경우 1979년 ㈜마키노후라이스제작소 서울연락사무소를 개소하였다.